# Aborto no Uruguai
No Uruguai, o aborto é permitido, em qualquer circunstância até a 12ª semana de gestação. Em casos de estupro, são permitidos até a 14ª semana. Quando há risco para a mãe ou má formação do feto, podem ser feitos em qualquer período da gestação.
Segundo uma pesquisa feita entre dezembro de 2013 até novembro de 2014, depois da legalização do aborto, os seus casos aumentaram 20% em valores absolutos, enquanto o índice de desistência relativa caiu em 30%.
O Uruguai é o segundo país da América Latina a legalizar o aborto, seguido apenas de Cuba. Desde 1978, cerca de dez projetos visando a legalização do aborto fracassaram, o mais recente em 2008, quando o então presidente Tabaré Vázquez negou o projeto. Em 2012, no entanto, o projeto foi aprovado, e contou com o apoio do presidente Mujica.
Desde a aprovação da Lei de Interrupção da Gravidez em dezembro de 2012, foram realizados 6.676 abortos seguros(números absolutamente desatualizados). 50 mulheres tiveram complicações leves, e nenhuma mulher morreu. O único caso de morte relacionada ao aborto registrada no período foi de uma mulher que realizou o aborto em uma clínica ilegal e já chegou ao hospital em estado grave.
±